# Estádio do Morro dos Ventos Uivantes
O Estádio do Morro dos Ventos Uivantes é um estádio de futebol localizado na cidade brasileira de Cruz Alta, no estado do Rio Grande do Sul. Tem capacidade para 1.000 pessoas e é utilizado, atualmente, pela equipe do Cruz Alta.